# Sistema de suport vital

Interacció entre els components del Sistema de Suport Vital i Control Ambiental de l'EEI (ECLSS)

En els vols espacials tripulats, un sistema de suport vital és un grup de dispositius que permeten a un ésser humà sobreviure a l'espai. L'agència espacial del govern estatunidenc, la NASA i les companyies privades de vols espacials usen el terme control ambiental i sistema de suport de vida o l'acrònim ECLSS en descriure aquests sistemes per a les seves missions tripulades de vol espacial. El sistema de suport vital pot subministrar aire, aigua i aliments. També ha de mantenir la temperatura corporal correcta, una pressió acceptable sobre el cos i tractar amb els productes de deixalla del cos. També pot ser necessari blindar contra influències externes nocives com la radiació i micro-meteorits. Els components del sistema de suport de vida són crítics per a la vida, i estan dissenyats i construïts usant tècniques d'enginyeria de seguretat.

## Necessitats fisiològiques i metabòliques humanes
Un membre de la tripulació de grandària típica requereix aproximadament 5 kg o 11.0231 lliures (total) d'aliments, aigua i oxigen per dia per realitzar les activitats estàndard en una missió espacial i produeix una quantitat similar en forma de deixalles sòlides, líquids residuals i diòxid de carboni. La descomposició de massa d'aquests paràmetres metabòlics és la següent: 0,84 kg d'oxigen, 0,62 kg d'aliment i 3,52 kg d'aigua consumida, convertida a través dels processos fisiològics del cos a 0,11 kg de residus sòlids, 3,87 kg de residus líquids i 1,00 kg de diòxid de carboni produït. Aquests nivells poden variar a causa del nivell d'activitat, específic per a l'assignació de missió, però es correlacionarà amb els principis de balanç de massa. L'ús real d'aigua durant les missions espacials sol ser el doble dels valors especificats, principalment a causa de l'ús no biològic (és a dir, la neteja personal). A més, el volum i la varietat de productes de deixalla varia amb la durada de la missió per incloure el cabell, les ungles dels dits, les escates de la pell i altres deixalles biològiques en missions que excedeixen una setmana de longitud. Altres consideracions ambientals com la radiació, la gravetat, el soroll, la vibració i la il·luminació també influeixen en la resposta fisiològica humana a l'espai, encara que no amb l'efecte més immediat que tenen els paràmetres metabòlics.

## Atmosfera
Els sistemes de suport de vida espacial mantenen atmosferes compostes, com a mínim, d'oxigen, vapor d'aigua i diòxid de carboni. La pressió parcial de cada gas component augmenta la pressió baromètrica global.
Mitjançant la reducció o l'omissió de diluents (components diferents de l'oxigen, per exemple, nitrogen i argó), la pressió total pot reduir-se a un mínim de 21 kPa, la pressió parcial d'oxigen en l'atmosfera de la Terra a nivell del mar. Això pot alleugerir les estructures de les naus espacials, reduir les fugides i simplificar el sistema de suport de vida.
No obstant això, l'eliminació dels gasos diluents augmenta substancialment els riscos d'incendi, especialment en operacions en terra, quan per raons estructurals la pressió total de la cabina ha d'excedir la pressió atmosfèrica externa; Vegeu Apollo 1. A més, la toxicitat de l'oxigen es converteix en un factor a altes concentracions d'oxigen. Per aquesta raó, la majoria de les naus tripulades modernes utilitzen atmosferes convencionals d'aire (nitrogen / oxigen) i usen oxigen pur només en vestits de pressió durant l'activitat extravehicular on la flexibilitat acceptable del vestit requereix la pressió d'inflat més baixa possible.

## Aigua
L'aigua és consumida pels membres de la tripulació per beure, activitats de neteja, control tèrmic EVA i usos d'emergència. Ha de ser emmagatzemat, utilitzat i recuperat (de les aigües residuals) de manera eficient, ja que no existeixen fonts en el lloc per als ambients aconseguits en el curs de l'exploració de l'espai humà. Les futures missions lunars poden utilitzar aigua procedent de gelats polars; Les missions de Mart poden utilitzar l'aigua de l'atmosfera o els dipòsits de gel.

## Aliments
Els sistemes de suport vital podrien incloure un sistema de cultiu de plantes que permeti que els aliments es conreïn dins dels edificis i / o embarcacions. No obstant això, cap sistema d'aquest tipus ha volat a l'espai encara. Tal sistema podria dissenyar-se de manera que reutilitzi la majoria dels nutrients (en cas contrari perduts). Això es fa, per exemple, mitjançant el compostatge d'excusats que reintegren els residus (excrements) en el sistema, permetent que els nutrients siguin absorbits pels cultius alimentaris. L'aliment procedent dels cultius és llavors consumit de nou pels usuaris del sistema i el cicle continua.

## Detecció i control de microbis
El projecte LOCAD de la NASA (Lab-on-a-Chip Applications Development) està treballant en sistemes per ajudar a detectar creixements de bacteris i fongs en naus espacials usades per a vols espacials de llarga durada.

## Per a més informació
- Eckart, Peter. Spaceflight Life Support and Biospherics. Torrance, CA: Microcosm Press; 1996. ISBN 1-881883-04-3.
- Larson, Wiley J. and Pranke, Linda K., eds. Human Spaceflight: Mission Analysis and Design. New York: McGraw Hill; 1999. ISBN 0-07-236811-X.
- Reed, Ronald D. and Coulter, Gary R. Physiology of Spaceflight – Chapter 5: 103–132.
- Eckart, Peter and Doll, Susan. Environmental Control and Life Support System (ECLSS) – Chapter 17: 539–572.
- Griffin, Brand N., Spampinato, Phil, and Wilde, Richard C. Extravehicular Activity Systems – Chapter 22: 707–738.
- Wieland, Paul O., Designing for Human Presence in Space: An Introduction to Environmental Control and Life Support Systems. National Aeronautics and Space Administration, NASA Reference Publication RP-1324, 1994